# Rake (poker)
Rake, försvenskad stavning rejk, är en term i poker för den del av potten som tas av kasinot som vinst. På online-kasinon tas cirka 5 % av varje pott i rake och på vanliga kasinon runt 10 %. Det finns oftast en övre gräns på hur mycket rake som kan tas från varje pott. En del kasinon har en timavgift istället för rake.